# Rubber duck debugging

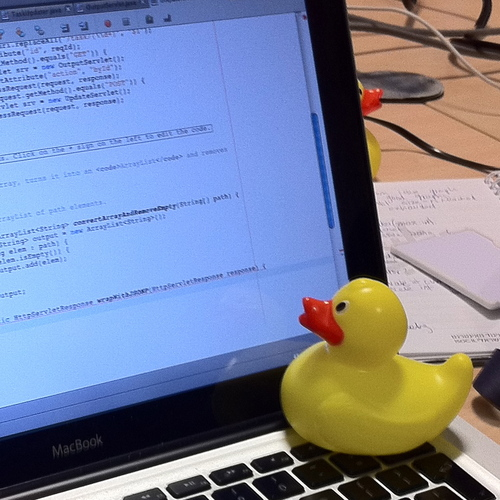

A szoftverfejlesztésben a rubber duck debugging (gumikacsa-hibakeresés) a kód hibakeresésének olyan módszere, amely a probléma szóbeli vagy írott természetes nyelven történő megfogalmazásával történik. Az elnevezés a The Pragmatic Programmer című könyvben található történetre utal, amelyben egy programozó egy gumikacsát cipelt magával, és úgy keresi a hibákat a kódjában, hogy sorról sorra elmagyarázza azt a kacsának. Számos más kifejezés létezik erre a technikára, gyakran különböző (általában) élettelen tárgyakkal vagy háziállatokkal, például kutyával vagy macskával.
Sok programozónak volt már olyan élménye, hogy elmagyarázott egy problémát valakinek, esetleg olyan valakinek is, aki semmit sem tud a programozásról, és a probléma elmagyarázása közben rátalált a megoldásra. Amikor leírja, hogy mit kellene tennie a kódnak, és megfigyeli, hogy mit csinál valójában, a kettő közötti esetleges ellentmondás nyilvánvalóvá válik. Általánosabban, egy téma tanítása rákényszeríti annak értékelését különböző nézőpontokból, és mélyebb megértést biztosíthat. Egy élettelen tárgy használatával a programozó megpróbálhatja ezt elérni anélkül, hogy bárki mást be kellene vonnia. Ezt a megközelítést már tanították informatikai és szoftvermérnöki kurzusokon.

## A populáris kultúrában
- 2018. április 1-jén a Stack Exchange bevezetett egy gumikacsás avatárt a weboldalain mint új funkciót Quack Overflow néven. A kacsa a böngésző nézetablakának jobb alsó sarkában jelent meg, és úgy próbált segíteni a látogatóknak, hogy meghallgatta a problémáikat, és megoldásokkal válaszolt rájuk. A kacsa azonban a látszólagos gondolkodás és gépelés után csupán egy hápogó hangot adott ki. A kacsa a gumikacsázásra, mint a problémák megoldásának hatékony módszerére hivatkozott.[6] Néhány zavart látogató, aki először látta a kacsát, azt hitte, hogy egy rosszindulatú program települt a számítógépére, mielőtt rájött volna, hogy ez egy áprilisi tréfa.[7]
- A Mátrix: Feltámadások című filmben a főszereplő, Thomas Anderson, aki mellesleg programozó, egy kád vízben ülve, fején egy gumikacsával gondolkodik.[8]